# Петухи (Алтайский край)
Петухи́ — село в Ключевском районе Алтайского края, Россия. Административный центр Петуховского сельсовета.

## Население
| 1997  | 1998  | 1999  | 2000  | 2001  | 2002  | 2003  |
| ----- | ----- | ----- | ----- | ----- | ----- | ----- |
| 1147  | ↗1149 | ↘1113 | ↗1120 | ↗1149 | ↘1120 | ↘1048 |
| 2004  | 2005  | 2006  | 2007  | 2008  | 2009  | 2010  |
| ↘1043 | ↘1023 | ↗1026 | ↗1028 | ↗1033 | ↘1027 | ↘901  |
| 2011  | 2012  | 2013  |       |       |       |       |
| ↗915  | ↘881  | ↘874  |       |       |       |       |

## История
Основано в 1881 году. Вначале существовал переселенческий участок при озере Петуховом, поэтому позднее это была «Деревня у озера Петухова».
Хронологические варианты: село Петухово, деревня Петухова, посёлок Петуховский, деревня у озера Петухова. Наименование села восходит изначально к антропониму, то есть, название связано с фамилией одного из переселенцев – «заимка Петухова». Антропоним явился основой гидронима, для которого исходным значением послужило название озера – Петухово. Как сообщают жители села: «Были здесь богатые братья Петуховы».
Замена притяжательной формы с -ов(а) – село Петухово, деревня Петухова – на форму множественного числа относится к общей тенденции русской топонимической системы Алтая начала XX века, которую исследователи топонимики Алтая, в том числе профессор И. А. Воробьёва, относят к влиянию топонимической системы Украины и Белоруссии, откуда приезжало наибольшее количество переселенцев.
Согласно Списку населенных мест Томской губернии за 1911 год, деревня Петухова Ключевской волости располагалась при озере Петуховском. В деревне было 645 дворов, число наличных душ мужского пола 1480, женского пола 1437. Согласно Перечню церковных приходов, которые были основаны на территории современного Алтайского края, составленному на основе «Справочной книги по Томской епархии за 1909-1910 годы» в селе Петухово имелась своя церковь: Святого Пророка Божия Илии. Дата окончания строительства – 1909 год, а также молитвенный дом, церковно-приходская школа, хлебозапасный магазин, паровая мельница, казенная винная лавка.
В 1928 г. село Петухово состояло из 630 хозяйств, основное население — русские. Центр Петуховского сельсовета Ключевского района Славгородского округа Сибирского края.